# Juan Carlos Franco
Pour les articles homonymes, voir Franco (homonymie).
Juan Carlos Franco est un footballeur paraguayen né le 17 avril 1973 à Asuncion. Il évoluait au poste de milieu.

## Biographie
Il ne joue que dans un seul club durant sa carrière, le Club Olimpia.
International, il reçoit 4 sélections en équipe du Paraguay de 1998 à 2002. Il participe à la Coupe du monde 2002 avec le Paraguay.

## Carrière
- 1992-2005 :  Club Olimpia[2],[3]

## Palmarès
Avec l'Olimpia :
- Champion du Paraguay en 1993, 1995, 1997, 1998, 1999 et 2000
- Vainqueur de la Copa Libertadores en 2002
- Vainqueur de la Recopa Sudamericana en 2003
- Vainqueur de la Supercopa Sudamericana en 1990